# Loxocera insolita
Loxocera insolita är en tvåvingeart som beskrevs av Iwasa 1996. Loxocera insolita ingår i släktet Loxocera och familjen rotflugor.
Artens utbredningsområde är Sri Lanka. Inga underarter finns listade i Catalogue of Life.